# Matta mckenziei
Matta mckenziei är en spindelart som beskrevs av Shear 1978. Matta mckenziei ingår i släktet Matta och familjen Tetrablemmidae. Inga underarter finns listade i Catalogue of Life.